# Алесандрија (Ферара)
Алесандрија (итал. Alessandria) је насеље у Италији у округу Ферара, региону Емилија-Ромања.
Према процени из 2011. у насељу је живело 25 становника. Насеље се налази на надморској висини од -5 м.